# Prix de la mise en scène
Il Prix de la mise en scène è un premio assegnato al Festival di Cannes al miglior regista di uno dei film in concorso nella selezione ufficiale.
È stato assegnato per la prima volta nel 1946.

## Albo d'oro

### Anni 1940
- 1946:  René Clément - Operazione Apfelkern (La bataille du rail)
- 1949:  René Clément - Le mura di Malapaga (Au delà des grilles)

### Anni 1950
- 1951:  Luis Buñuel - I figli della violenza (Los olvidados)
- 1952:  Christian-Jaque - Fanfan la Tulipe
- 1955
  -  Jules Dassin - Rififi (Du rififi chez les hommes)
  -  Sergei Vasilyev - Geroite na Shipka (Vsichni dobrí rodác)
- 1956:  Sergej Jutkevič - Otello il moro di Venezia (Otello)
- 1957:  Robert Bresson - Un condannato a morte è fuggito (Un condamné à mort s'est échappé)
- 1958:  Ingmar Bergman - Alle soglie della vita (Nära livet)
- 1959:  François Truffaut - I 400 colpi (Les quatre-cents coups)

### Anni 1960
- 1961:  Julija Solnceva - Storia degli anni di fuoco (Povest plamennykh let)
- 1965:  Liviu Ciulei - La foresta degli impiccati (Padurea spânzuratilor)
- 1966:  Sergej Jutkevič - Lenin in Polonia (Lenin v Polshe)
- 1967:  Ferenc Kósa - Diecimila soli (Tízezer nap)
- 1969
  -  Glauber Rocha - Antonio das Mortes (O Dragão da Maldade Contra o Santo Guerreiro)
  -  Vojtěch Jasný - Cronaca morava (Vsichni dobrí rodác)

### Anni 1970
- 1970:  John Boorman - Leone l'ultimo (Leo the Last)
- 1972:  Miklós Jancsó - Salmo rosso (Még kér a nép)
- 1975
  -  Michel Brault - Les ordres
  -  Costa Gavras - L'affare della Sezione Speciale (Section spéciale)
- 1976:  Ettore Scola - Brutti, sporchi e cattivi
- 1978:  Nagisa Ōshima - L'impero della passione (Ai no borei)
- 1979:  Terrence Malick - I giorni del cielo (Days of Heaven)

### Anni 1980
- 1982:  Werner Herzog - Fitzcarraldo
- 1983[1]
  -  Robert Bresson - L'Argent
  -  Andrej Tarkovskij - Nostalghia
- 1984:  Bertrand Tavernier - Una domenica in campagna (Une dimanche à la campagne)
- 1985:  André Téchiné - Rendez-vous
- 1986:  Martin Scorsese - Fuori orario (After Hours)
- 1987:  Wim Wenders - Il cielo sopra Berlino (Der Himmel über Berlin)
- 1988:  Fernando Solanas - Sur
- 1989:  Emir Kusturica - Il tempo dei gitani (Dom za vešanje)

### Anni 1990
- 1990:  Pavel Lungin - Taxi Blues (Taksi-Blyuz)
- 1991:  Joel Coen - Barton Fink - È successo a Hollywood (Barton Fink)
- 1992:  Robert Altman - I protagonisti (The Player)
- 1993:  Mike Leigh - Naked - Nudo (Naked)
- 1994:  Nanni Moretti  - Caro diario
- 1995:  Mathieu Kassovitz - L'odio (La Haine)
- 1996:  Joel ed Ethan Coen - Fargo
- 1997:  Wong Kar-wai - Happy Together
- 1998:  John Boorman - The General
- 1999:  Pedro Almodóvar - Tutto su mia madre (Todo sobre mi madre)

### Anni 2000
- 2000:  Edward Yang - Yi Yi - e uno... e due... (Yi Yi)
- 2001
  -  Joel Coen - L'uomo che non c'era (The Man Who Wasn't There)
  -  David Lynch - Mulholland Drive
- 2002
  -  Im Kwon-taek - Ebbro di donne e di pittura (Chihwaseon)
  -  Paul Thomas Anderson - Ubriaco d'amore (Punch-Drunk Love)
- 2003:  Gus Van Sant - Elephant
- 2004:  Tony Gatlif - Exils
- 2005:  Michael Haneke - Niente da nascondere (Caché)
- 2006:  Alejandro González Iñárritu - Babel
- 2007:  Julian Schnabel - Lo scafandro e la farfalla (Le scaphandre et le papillon)
- 2008:  Nuri Bilge Ceylan - Le tre scimmie (Uc Maymun)
- 2009:  Brillante Mendoza - Kinatay

### Anni 2010
- 2010:  Mathieu Amalric - Tournée
- 2011:  Nicolas Winding Refn - Drive
- 2012:  Carlos Reygadas - Post Tenebras Lux
- 2013:  Amat Escalante - Heli
- 2014:  Bennett Miller - Foxcatcher - Una storia americana (Foxcatcher)
- 2015:  Hou Hsiao-hsien - The Assassin (Nie yinniang)
- 2016
  -  Olivier Assayas - Personal Shopper
  -  Cristian Mungiu - Un padre, una figlia (Bacalaureat)
- 2017:  Sofia Coppola - L'inganno (The Beguiled)
- 2018:  Paweł Pawlikowski - Cold War (Zimna wojna)
- 2019:  Jean-Pierre e Luc Dardenne - L'età giovane (Le jeune Ahmed)

### Anni 2020
- 2020: il festival non ha avuto luogo a causa della pandemia di COVID-19
- 2021:  Leos Carax - Annette
- 2022:  Park Chan-wook - Decision to Leave (He-eojil gyeolsim)
- 2023: / Trần Anh Hùng - Il gusto delle cose (La Passion de Dodin Bouffant)
- 2024:  Miguel Gomes - Grand Tour
- 2025:  Kleber Mendonça Filho - O agente secreto